# Pape Sané
Pape Sané, né le 30 décembre 1991 à Dakar (Sénégal), est un footballeur international sénégalais qui évolue au poste d'attaquant.

## Biographie

### En club

#### Révélation au Sénégal
Sané commence sa carrière professionnelle à l'Association sportive et culturelle Diaraf, club de Dakar, ville dont il est originaire. Il fait partie de l'équipe qui remporte la Coupe du Sénégal en 2009. L'année suivante, en 2010, il aide le club à remporter son dixième titre de champion du Sénégal, le premier depuis six ans. Sané reste à Diaraf jusqu'à la fin de la saison 2011 lorsqu'il est transféré à Casa Sport, club de la ville de Ziguinchor. En 2012, il est le meilleur buteur du championnat sénégalais lorsque le club remporte le premier titre de champion de son histoire.
En septembre 2012, Sané se met d'accord avec le club français de l'Union sportive Boulogne, qui évolue en National, mais le transfert échoue au dernier moment.

#### Arrivée en France au Chamois niortais
Son départ pour la France se concrétise le 31 janvier 2013 lorsqu'il signe au Chamois niortais football club, qui évolue en Ligue 2, le dernier jour du mercato hivernal. Il fait sept apparitions en championnat (dont deux comme titulaire) durant la saison 2012-2013.
Le 8 août 2013, Sané est prêté une saison aux Sports réunis Colmar, club de National. Il inscrit cinq buts en trente matchs sous les couleurs du club alsacien qui finit la saison à la quatrième place, échouant de peu à l'accession en Ligue 2.

#### Bourg-Péronnas
Le 9 août 2014, il est à nouveau prêté à un club de National, puisqu'il rejoint pour un an le Football Club Bourg-Péronnas. Il marque pour son nouveau club la semaine suivante lors d'une défaite 1–2 à domicile face aux SR Colmar. Il termine la saison co-meilleur buteur de National avec 21 réalisations en 30 matchs et contribue grandement à la montée de Bourg-en-Bresse Péronnas en Ligue 2. Arrivé en fin de contrat à Niort, il poursuit son aventure dans l'Ain, s'y engageant pour une année supplémentaire plus une en cas de maintien.
Le 31 juillet 2015, lors de la première journée de Ligue 2, il inscrit face au Havre le tout premier but du FBBP 01 dans le monde professionnel (défaite 3-1). Il récidive lors de la deuxième journée en réduisant l'écart face à Créteil (défaite 2-1).

#### SM Caen
Le 1er février 2016, il est transféré au SM Caen, en Ligue 1, qui le prête au club de Bourg-en-Bresse jusqu'au terme de la saison.
Il est prêté à l'AJ Auxerre le 30 juin 2017, retrouvant la Ligue 2 et Jordan Adéoti, également arrivé de Normandie durant le mercato.

#### Rodez Aveyron Football
Le 16 juillet, il signe à Rodez qui vient d'être promu en Domino's Ligue 2. Il vient renforcer le secteur offensif par son expérience de la deuxième division française.

### En sélection
Après avoir fini la saison 2012 meilleur buteur du champion sénégalais, Sané est appelé pour la première fois en équipe nationale pour un match amical contre le Chili le 15 janvier 2013. Il fait ses débuts en tant qu'international en marquant à la dixième minute, avant d'être remplacé en seconde période par Alphonse Ba. Le Chili finit par gagner le match 2–1.

## Palmarès

### En club
- Avec  l'Association sportive et culturelle Diaraf
  - Champion du Sénégal en 2010
  - Vainqueur de la Coupe du Sénégal en 2009
  - Vice-Champion du Sénégal en 2011

- Avec  Casa Sport
  - Champion du Sénégal en 2012

### Distinctions personnelles
- Meilleur buteur du championnat du Sénégal en 2012.
- Trophée du meilleur joueur des trophées du National de la Fédération française de football en 2015[11]
- Meilleur buteur du championnat de France National en 2015[12]

## Statistiques
| Saison                | Club                     | Championnat           | Championnat | Championnat | Coupe nationale | Coupe nationale | Coupe de la Ligue | Coupe de la Ligue | Sénégal | Sénégal | Total | Total |
| Saison                | Club                     | Division              | M.          | B.          | M.              | B.              | M.                | B.                | M.      | B.      | M.    | B.    |
| 2009                  | ASC Diaraf               | Ligue 1               | -           | -           | 1               | 0               | -                 | -                 | -       | -       | 1     | 0     |
| 2010                  | ASC Diaraf               | Ligue 1               | 2           | 0           | -               | -               | -                 | -                 | -       | -       | 2     | 0     |
| 2011                  | ASC Diaraf               | Ligue 1               | 10          | 1           | -               | -               | -                 | -                 | -       | -       | 10    | 1     |
| Sous-total            | Sous-total               | Sous-total            | 12          | 1           | 1               | 0               | -                 | -                 | -       | -       | 13    | 1     |
| 2012                  | Casa Sport               | Ligue 1               | 16          | 7           | 2               | 2               | -                 | -                 | 1       | 1       | 19    | 10    |
| Sous-total            | Sous-total               | Sous-total            | 16          | 7           | 2               | 2               | -                 | -                 | 1       | 1       | 19    | 10    |
| 2012-2013             | Chamois niortais         | Ligue 2               | 7           | 0           | -               | -               | -                 | -                 | -       | -       | 7     | 0     |
| 2013-2014             | Chamois niortais         | Ligue 2               | -           | -           | -               | -               | 1                 | 0                 | -       | -       | 1     | 0     |
| Sous-total            | Sous-total               | Sous-total            | 7           | 0           | -               | -               | 1                 | 0                 | -       | -       | 8     | 0     |
| 2013-2014             | SR Colmar (prêt)         | National              | 30          | 5           | -               | -               | -                 | -                 | -       | -       | 30    | 5     |
| Sous-total            | Sous-total               | Sous-total            | 30          | 5           | -               | -               | -                 | -                 | -       | -       | 30    | 5     |
| 2014-2015             | FC Bourg-Péronnas (prêt) | National              | 32          | 21          | 1               | 1               | -                 | -                 | -       | -       | 33    | 22    |
| 2015-2016             | Bourg-en-Bresse 01       | Ligue 2               | 32          | 12          | 4               | 2               | 3                 | 0                 | 1       | 0       | 40    | 14    |
| Sous-total            | Sous-total               | Sous-total            | 64          | 33          | 5               | 3               | 3                 | 0                 | 1       | 0       | 73    | 36    |
| 2016-2017             | SM Caen                  | Ligue 1               | 13          | 1           | 1               | 0               | 1                 | 0                 | -       | -       | 15    | 1     |
| Sous-total            | Sous-total               | Sous-total            | 13          | 1           | 1               | 0               | 1                 | 0                 | -       | -       | 15    | 1     |
| 2017-2018             | AJ Auxerre (prêt)        | Ligue 2               | 24          | 5           | 3               | 1               | 1                 | 0                 | -       | -       | 28    | 6     |
| Sous-total            | Sous-total               | Sous-total            | 24          | 5           | 3               | 1               | 1                 | 0                 | -       | -       | 28    | 6     |
| Total sur la carrière | Total sur la carrière    | Total sur la carrière | 166         | 52          | 12              | 6               | 6                 | 0                 | 2       | 1       | 186   | 59    |